# The Chocolate Invasion
A The Chocolate Invasion (Trax From the NPG Music Club Volume One) Prince huszonkilencedik stúdióalbuma, amelyet 2004. március 29-én adott ki az NPG Records. Az album csak letölthető formátumban jelent meg az NPG Music Club-on keresztül. A "The Dance"-en kívül az összes dal már korábban megjelent a weboldalon, 2001-ben. Az Angie Stone-nal készült duett, a "U Make My Sun Shine" 2001-ben jelent meg kislemezként. A 2001-es Hit'N'Run Tour közben néhány dalt még meg lehetett szerezni kislemezként, CD formátumban: a "Supercute", az "Underneath the Cream" és a "Gamillah". Az album címe a "Judas Smile" dalszövegéből származik. A "The Dance"-et később újra felvette és helyet kapott a 3121 albumon. A dalok nagy része eredetileg a High (végül nem megjelent) projekten szerepelt volna.
2015-ben az album elérhetővé vált a Tidal-on, majd 2018-tól a többi nagy streaming szolgáltató is megkapta a jogokat az albumhoz. CD-ként soha nem jelent meg, de bootleg verziók megszerezhetők.

## Számlista
Minden dal szerzője Prince.

### 2004-es kiadás
1. "When 👁 Lay My Hands on U" – 3:45
2. "Judas Smile" – 6:37
3. "Supercute" – 4:17
4. "Underneath the Cream" – 4:04
5. "Sexmesexmenot" – 5:46
6. "Vavoom" – 4:40
7. "High" – 5:09
8. "The Dance" – 4:45
9. "Gamillah" (The New Power Generation) – 3:13
10. "U Make My Sun Shine" – 5:52

### 2015/2018-as kiadás
1. "When 👁 Lay My Hands on U" – 3:41
2. "Judas Smile" – 6:33
3. "Supercute" – 4:13
4. "Underneath the Cream" – 3:59
5. "My Medallion" – 5:07
6. "Vavoom" – 4:35
7. "High" – 5:05
8. "Sexmesexmenot" – 5:40
9. "Gamillah" – 3:09
10. "U Make My Sun Shine" – 7:05